# Модерно предградие (промишлена зона)
Складово-производствена зона „Модерно предградие“ е промишлена зона (официално не е част от определен квартал) на град София, България, разположен в район „Люлин“, на 6,7 километра северозападно от центъра на града.
Намира се между булевардите „Панчо Владигеров“ и „Сливница“, Околовръстния път и железопътната линия София – Драгоман. Граничи с кварталите „Обеля“ и „Обеля 1“ на североизток, „Модерно предградие“ на югоизток и „Люлин“ на югозапад, както и с невключени в определен квартал обработваеми и промишлени терени на северозапад и север.